# Dactylospora floerkei
Dactylospora floerkei är en lavart som beskrevs av Körb. 1855. Dactylospora floerkei ingår i släktet Dactylospora och familjen Dactylosporaceae.   Inga underarter finns listade i Catalogue of Life.